# Annfield Plain
Annfield Plain – wieś w Anglii, w hrabstwie Durham. Leży 14 km na północny zachód od miasta Durham i 387 km na północ od Londynu. W 2001 miejscowość liczyła 10 130 mieszkańców.